# 2. divisjon 1986
La 2. divisjon 1986 è stata la 38ª edizione della seconda serie calcistica norvegese.

## Gruppo A

### Squadre partecipanti
| Club         | Rosa     | Città       | Stadio | Stagione 1985       |
| ------------ | -------- | ----------- | ------ | ------------------- |
| Bærum        | dettagli | Sandvika    | -      | 8° in 2. divisjon/B |
| Drøbak/Frogn | dettagli | Drøbak      | -      | 1° in 3. divisjon/A |
| Eik-Tønsberg | dettagli | Eik         | -      | 12° in 1. divisjon  |
| Faaberg      | dettagli | Fåberg      | -      | 4° in 2. divisjon/A |
| Fredrikstad  | dettagli | Fredrikstad | -      | 6° in 2. divisjon/A |
| Jerv         | dettagli | Grimstad    | -      | 9° in 2. divisjon/A |
| Moss         | dettagli | Moss        | -      | 10° in 1. divisjon  |
| Ørn          | dettagli | Horten      | -      | 7° in 2. divisjon/A |
| Raufoss      | dettagli | Raufoss     | -      | 1° in 3. divisjon/D |
| Skeid        | dettagli | Oslo        | -      | 1° in 3. divisjon/B |
| Sogndal      | dettagli | Sogndal     | -      | 2° in 2. divisjon/A |
| Strømsgodset | dettagli | Drammen     | -      | 8° in 2. divisjon/A |

### Classifica
|  | Pos. | Squadra      | Pt | G  | V  | N  | P  | GF | GS | DR  |
|  | ---- | ------------ | -- | -- | -- | -- | -- | -- | -- | --- |
|  | 1.   | Moss         | 35 | 22 | 15 | 5  | 2  | 56 | 22 | +34 |
|  | 2.   | Drøbak/Frogn | 30 | 22 | 14 | 2  | 6  | 52 | 31 | +21 |
|  | 3.   | Eik-Tønsberg | 30 | 22 | 13 | 4  | 5  | 43 | 22 | +21 |
|  | 4.   | Fredrikstad  | 26 | 22 | 9  | 8  | 5  | 40 | 28 | +12 |
|  | 5.   | Faaberg      | 24 | 22 | 7  | 10 | 5  | 35 | 25 | +10 |
|  | 6.   | Skeid        | 22 | 22 | 8  | 6  | 8  | 35 | 32 | +3  |
|  | 7.   | Sogndal      | 20 | 22 | 7  | 6  | 9  | 28 | 39 | -11 |
|  | 8.   | Raufoss      | 18 | 22 | 6  | 6  | 10 | 21 | 39 | -18 |
|  | 9.   | Ørn          | 17 | 22 | 6  | 5  | 11 | 27 | 40 | -13 |
|  | 10.  | Strømsgodset | 16 | 22 | 6  | 4  | 12 | 23 | 38 | -15 |
|  | 11.  | Jerv         | 13 | 22 | 4  | 5  | 13 | 24 | 40 | -16 |
|  | 12.  | Bærum        | 13 | 22 | 2  | 9  | 11 | 15 | 33 | -18 |

Legenda:
      Promossa in 1. divisjon 1987
 Qualificate ai play-off
      Retrocesse in 3. divisjon 1987
Note:
Due punti a vittoria, uno a pareggio, zero a sconfitta.

### Statistiche

#### Record
- Maggior numero di vittorie: Moss (15)
- Minor numero di vittorie: Bærum (2)
- Maggior numero di pareggi: Faaberg (10)
- Minor numero di pareggi: Drøbak/Frogn (2)
- Maggior numero di sconfitte: Jerv (13)
- Minor numero di sconfitte: Moss (2)
- Miglior attacco: Moss (56 goal fatti)
- Peggior attacco: Bærum (15 goal fatti)
- Miglior difesa: Moss e Eik-Tønsberg (22 goal subiti)
- Peggior difesa: Ørn e Jerv (40 goal subiti)
- Miglior differenza reti: Moss (+34)
- Peggior differenza reti: Bærum e Raufoss (-18)

## Gruppo B

### Squadre partecipanti
| Club           | Rosa     | Città       | Stadio | Stagione 1985       |
| -------------- | -------- | ----------- | ------ | ------------------- |
| Aalesund       | dettagli | Ålesund     | -      | 7° in 2. divisjon/B |
| Brann          | dettagli | Bergen      | -      | 11° in 1. divisjon  |
| Djerv 1919     | dettagli | Haugesund   | -      | 1° in 3. divisjon/C |
| Grand          | dettagli | Bodø        | -      | 9° in 2. divisjon/B |
| Hødd           | dettagli | Ulstein     | -      | 3° in 2. divisjon/B |
| Mjølner        | dettagli | Narvik      | -      | 6° in 2. divisjon/B |
| Mo             | dettagli | Mo i Rana   | -      | 1° in 3. divisjon/F |
| Namsos         | dettagli | Namsos      | -      | 1° in 3. divisjon/E |
| Steinkjer      | dettagli | Steinkjer   | -      | 4° in 2. divisjon/B |
| Sunndal        | dettagli | Sunndalsøra | -      | 5° in 2. divisjon/B |
| Vard Haugesund | dettagli | Haugesund   | -      | 5° in 2. divisjon/A |
| Vidar          | dettagli | Stavanger   | -      | 3° in 2. divisjon/A |

### Classifica
|  | Pos. | Squadra        | Pt | G  | V  | N | P  | GF | GS | DR  |
|  | ---- | -------------- | -- | -- | -- | - | -- | -- | -- | --- |
|  | 1.   | Brann          | 35 | 22 | 15 | 5 | 2  | 46 | 13 | +33 |
|  | 2.   | Vidar          | 30 | 22 | 13 | 4 | 5  | 47 | 29 | +18 |
|  | 3.   | Aalesund       | 26 | 22 | 10 | 6 | 6  | 43 | 25 | +18 |
|  | 4.   | Mjølner        | 25 | 22 | 11 | 3 | 8  | 34 | 32 | +2  |
|  | 5.   | Namsos         | 24 | 22 | 10 | 4 | 8  | 26 | 26 | +0  |
|  | 6.   | Djerv 1919     | 22 | 22 | 9  | 4 | 9  | 31 | 27 | +4  |
|  | 7.   | Vard Haugesund | 20 | 22 | 7  | 6 | 9  | 29 | 31 | -2  |
|  | 8.   | Hødd           | 20 | 22 | 8  | 4 | 10 | 25 | 30 | -5  |
|  | 9.   | Sunndal        | 19 | 22 | 7  | 5 | 10 | 31 | 37 | -6  |
|  | 10.  | Steinkjer      | 18 | 22 | 5  | 8 | 9  | 25 | 43 | -18 |
|  | 11.  | Grand          | 15 | 22 | 5  | 5 | 12 | 22 | 40 | -18 |
|  | 12.  | Mo             | 10 | 22 | 2  | 6 | 14 | 22 | 48 | -26 |

Legenda:
      Promossa in 1. divisjon 1987
 Qualificate ai play-off
      Retrocesse in 3. divisjon 1987
Note:
Due punti a vittoria, uno a pareggio, zero a sconfitta.

### Statistiche

#### Record
- Maggior numero di vittorie: Brann (15)
- Minor numero di vittorie: Mo (2)
- Maggior numero di pareggi: Steinkjer (8)
- Minor numero di pareggi: Mjølner (3)
- Maggior numero di sconfitte: Mo (14)
- Minor numero di sconfitte: Brann (2)
- Miglior attacco: Vidar (47 goal fatti)
- Peggior attacco: Grand e Mo (22 goal fatti)
- Miglior difesa: Brann (13 goal subiti)
- Peggior difesa: Mo (48 goal subiti)
- Miglior differenza reti: Brann (+33)
- Peggior differenza reti: Mo (-26)

## Play-Off

### Incontri
|              | Risultati |              | Luogo e data               |
| ------------ | --------- | ------------ | -------------------------- |
| Drøbak/Frogn | 1 - 2     | Vidar        | Drøbak, 19 ottobre 1986    |
| Tromsø       | 2 - 0     | Drøbak/Frogn | Tromsø, 22 ottobre 1986    |
| Vidar        | 0 - 1     | Tromsø       | Stavanger, 29 ottobre 1986 |
|              |           |              |                            |

### Classifica
|  | Pos. | Squadra      | Pt | G | V | N | P | GF | GS | DR |
|  | ---- | ------------ | -- | - | - | - | - | -- | -- | -- |
|  | 1.   | Tromsø       | 4  | 2 | 2 | 0 | 0 | 3  | 0  | +3 |
|  | 2.   | Vidar        | 2  | 2 | 1 | 0 | 1 | 2  | 2  | 0  |
|  | 3.   | Drøbak/Frogn | 0  | 2 | 0 | 0 | 2 | 1  | 4  | -3 |

Legenda:
      Vincitrice play-off ed ammessa in 1. divisjon 1987
Note:
Due punti a vittoria, uno a pareggio, zero a sconfitta.
I play-off si sono svolti tra la terzultima della 1. divisjon 1986 e tra le seconde dei rispettivi gruppi della 2. divisjon 1986.